# Victoria Jackson
Victoria Jackson (Miami, 2 de agosto de 1959) é uma atriz e comediante estadunidense, conhecida por ter feito parte do elenco da série de esquetes Saturday Night Live (SNL), da NBC, de 1986 a 1992. Ela também participou do seriado Kamen Rider: O Cavaleiro Dragão, de 2009, interpretando a personagem Grace Kiefer, a dona da livraria que leva seu nome. 

## Biografia
Victoria foi criada em uma família cristã, amante de pianos, e sem televisão. Seu pai era um técnico de ginástica e fez com que ela competisse no esporte, tendo começado a praticar a partir dos 5 anos de idade até os 18 anos. Também foi cheerleader e a homecoming queen da escola particular Dade Christian School, além de ter estudado na Florida Bible College. Ao receber uma bolsa escolar, teve oportunidade de estudar nas universidades de Furman e Auburn, até que acabou em Los Angeles, na Califórnia, onde ela conheceu o ator Johnny Crawford, que a colocou para atuar na sua boate e que mais tarde a enviou para Hollywood, iniciando sua carreira no cinema e na televisão.